# North Harrow (stanice metra v Londýně)
North Harrow je stanice metra v Londýně, otevřená 22. března 1915. Nachází se na lince:
- Metropolitan Line – mezi stanicemi Pinner a Harrow-on-the-Hill

| Rok  | Počet cestujících |
| ---- | ----------------- |
| 2011 | 1,42 mil.         |
| 2012 | 1,54 mil.         |
| 2013 | 1,69 mil.         |
| 2014 | 1,82 mil.         |